# Finale UEFA Lige prvaka 2014.
Finale UEFA Lige prvaka 2014. je završni susret sezone 2013./14. UEFA Lige prvaka, odnosno 59. finale jednog od najprestižnijih nogometnih natjecanja, a 22. u trenutnom formatu. Susret se odigrao 24. svibnja 2014. na stadionu Luz u Lisabonu. 
To je bilo dosad jedino finale u kojemu su igrala dva kluba iz istog grada. U dramatičnom finalu, nakon produžetaka, Real Madrid je pobijedio gradskog rivala Atlético Madrid ukupnim rezultatom od 4:1, nakon što je rezultat bio izjednačen (1:1) u prvih 90 minuta. 
Ovo je ujedno i prvo finale igrano na Stadionu Luz ili stadionu svjetlosti, međutim nije prvo igrano u Lisabonu: 1967. na Nacionalnom stadionu trofej je osvojio Celtic. Ove dvije ekipe se nijednom nisu srele u finalu. Real je uoči finala imao 9 naslova prvaka Europe, dok je Atlético samo jednom igrao u finalu Lige prvaka. Branitelje naslova Bayern eliminirao je upravo ovogodišnji pobjednik Real u polufinalu. Zanimljivo je da je, iako je izgubio finale, Atlético uspio osvojiti španjolsko prvenstvo, Primeru, dok je Real bio tek treći.
Real će kao pobjednik finala igrati UEFA Superkupu protiv prvaka Europske lige, također španjolskog kluba Seville, te ulazi u polufinale Svjetskog klupskog prvenstva.

## Vanjske poveznice
- UEFA Liga prvaka
- Finale 2014. - Stadion Luz